# Sugar Grove (Pensilvânia)
Sugar Grove é um distrito localizado no estado norte-americano de Pensilvânia, no Condado de Warren.

## Demografia
Segundo o censo norte-americano de 2000, a sua população era de 613 habitantes.
Em 2006, foi estimada uma população de 571, um decréscimo de 42 (-6.9%).

## Geografia
De acordo com o United States Census Bureau tem uma área de
2,9 km², dos quais 2,9 km² cobertos por terra e 0,0 km² cobertos por água. Sugar Grove localiza-se a aproximadamente 426 m acima do nível do mar.

## Localidades na vizinhança
O diagrama seguinte representa as localidades num raio de 16 km ao redor de Sugar Grove.